# Nick Clausen (bokser)
Nicolaj "Nick" Charles Sofus Clausen (født 23. maj 1900 i København, død 23. september 1989 på Frederiksberg) var en dansk bokser som deltog under Sommer-OL 1920. Han boksede for IF Sparta i København.
I 1920 blev Nick Clausen elimineret i kvartfinalen fjervægt-klassen under Boksning under Sommer-OL 1920 efter at han tabte en kamp mod Jack Zivic.
Nick Clausen vandt sit eneste danske mesterskab i letvægt-klassen 1922 efter at han vandt finalen mod Oluf Rasmussen, i en af sine inledende kampe slog han den senere olympiske mester Hans Nielsen fra Aalborg. Han boksede også to amatør landskampe mod Norge og Skotland som han begge vandt.
Efter DM-sejern i 1922 rejste han til Newark i New Jersey, han boksede et halvthundrede kampe som 
amatør inden den amerikanske amatør-boksnings union erklærede ham for professionel fordi han antogs at have solgt sine præmier.